# 考塞特縣

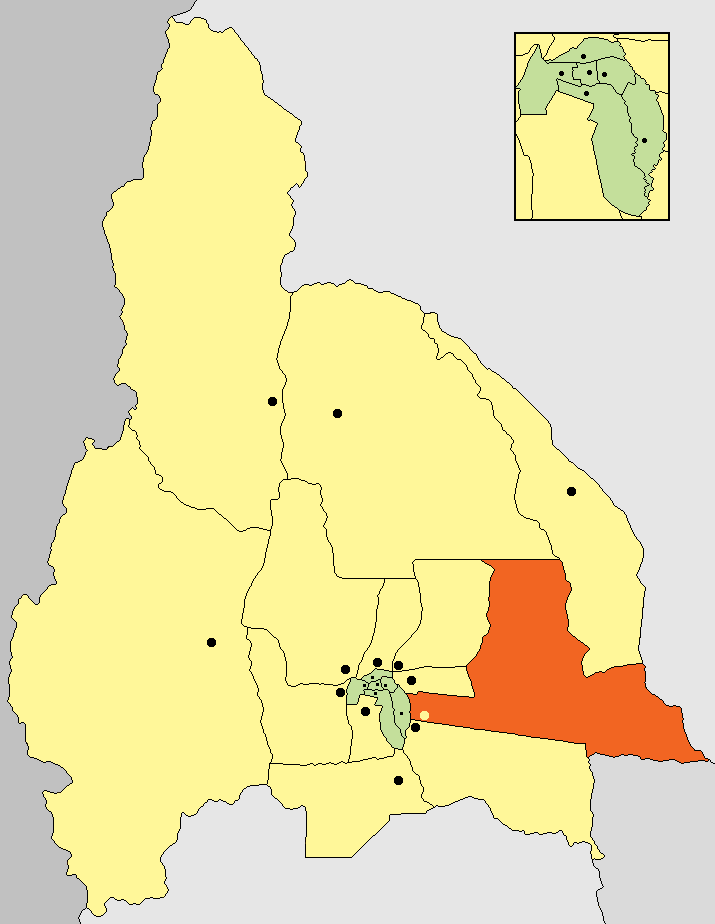

考塞特縣（西班牙語：Departamento Caucete），是阿根廷的縣份，位於該國西北部聖胡安省，首府設於考塞特，始建於1893年10月17日，面積7,502平方公里，2010年38,497，人口密度每平方公里5.13人。
31°40′S 68°08′W / 31.667°S 68.133°W